# Tenth Dimension
Tenth Dimension – drugi studyjny album brytyjskiej heavymetalowej formacji BLAZE, wydany 15 stycznia 2002 roku nakładem wytwórni Steamhammer.

## Lista utworów
1. Forgotten Future
2. Kill & Destroy
3. End Dream
4. The Tenth Dimension
5. Nothing Will Stop Me
6. Leap Of Faith
7. The Truth Revealed
8. Meant To Be
9. Land Of The Blind
10. Stealing Time
11. Speed Of Light
12. Stranger To The Light

## Muzycy
- Blaze Bayley - wokal
- Steve Wray - gitara
- John Slater - gitara
- Rob Naylor - gitara basowa
- Jeff Singer - perkusja